# Califado
Um califado (do árabe خلافة, transliterado khilāfa ou khilafat) é uma forma monárquica de governo (inicialmente electiva, mais tarde absoluta) originada na Arábia do século VII, cuja identidade política se baseia na reivindicação de sucessão ao Estado Islâmico de Maomé e na identificação de um monarca chamado califa como seu herdeiro e sucessor. O título de califa, que era equivalente a títulos como rei, czar e cã noutras partes do mundo, deu origem a muitas guerras civis, conflitos sectários e califados regionais paralelos.

## Descrição
De acordo com os sunitas, o califa deve, idealmente, ser um membro da tribo dos coraixitas, eleito pelos muçulmanos ou por seus representantes; já para os xiitas, ele deve ser um imã que descenda diretamente da Ahl al-Bayt, a família do profeta Maomé.
Desde o advento do islã no século VII até 1924, diversas dinastias alternaram-se sucessivamente no califado, incluindo: os omíadas (661–750), que foram expulsos de Damasco para Córdoba, no Alandalus (Ibéria muçulmana); os abássidas (750–1258), que governaram a partir de Bagdá; os fatímidas, que governaram a partir de Cairo, no Egito; e, finalmente, os otomanos.
Sob os otomanos o califado veio com a conquista das cidades sagradas Meca e Medina num sentido de criar uma unidade com os Árabes. O árabe tornou-se lingua oficial, até na capital Istambul. Na corte o sultão fez os principais ulemás seguirem a confissão sunita. Promulgado logo após a conquista de Selim I, nas regiões da Arabia e península do Sinai, em 1517. A legitimação perante os árabes é algo que contribuiu em muito a promulgação desse califado e também se autoproclamaram protetores do Haje.
O posto de Califa reconhecido e que vinha da linha original de califas durou até 1924 quando o posto foi extinguido por Mustafa Kemal Atatürk como parte de um sistema de reformas e secularização da recém-criada República da Turquia. Abdul Mejide II foi o último Califa.
O califado é a única forma de governo que tem a total aprovação na teologia islâmica tradicional, e "é o conceito político central do islamismo sunita, por consenso da maioria muçulmana nos primeiros séculos".